# Françoise Adret
Œuvres principales
Conjuration, Apollon musagète,Le Rossignol, Symphonie des psaumes
Françoise Adret, née Françoise Bonnet à Versailles le 7 août 1920 et morte le 1er avril 2018 à Chambourcy,, est une danseuse, chorégraphe, maîtresse de ballet, pédagogue et directrice de compagnie française.

## Biographie
Formée par des maîtres de l'école franco-russe, comme Madame Rousanne (Rousanne Sarkissian), Victor Gsovsky et Nora Kiss, Françoise Adret débute sur scène comme danseuse étoile dans Le Pas d'acier de Serge Lifar en 1948 et crée la même année sa première chorégraphie, La Conjuration.
En 1949, elle créé Oui ou non, qu'elle présente au Palais de Chaillot lors du gala annuel des « Amis de la danse », soirée où elle interprète également le ballet de Serge Lifar Gayaneh. En 1950, elle crée plusieurs ballets pour la télévision américaine sous la direction du réalisateur Jean Benoît-Lévy.
De 1951 à 1958, elle dirige, avec son mari, le critique de danse François Guillot de Rode, le Ballet de l'Opéra d'Amsterdam,  puis, de retour en France, elle assiste Roland Petit comme maître de ballet.
De 1960 à 1963, elle dirige le ballet de la ville de Nice, puis chorégraphie pour plusieurs compagnies internationales et fonde le Ballet national de Panama en 1966-1967.
En septembre 1968, elle accompagne Jean-Albert Cartier qui, à la Maison de la culture d'Amiens, va créer le Ballet Théâtre Contemporain (BTC), premier Centre chorégraphique national. En janvier 1972, le BTC part à Angers. Elle assure les fonctions de Maître de ballet au BTC jusqu'en 1978.
Elle devient, ensuite, inspectrice de la danse au ministère de la Culture de 1978 à 1985, et, parallèlement, dirige de 1980 à 1982 le ballet de l'Opéra de Lyon, puis prend la tête du Lyon Opéra Ballet de 1985 à 1992.
Elle dirige ensuite le Ballet du Nord de 1994 à 1995 puis travaille comme maître de ballet à Séoul, Asuncion, Saint-Pétersbourg, Marseille (1997-1998, pour Roland Petit) et Nancy (1999-2000), où elle remplace Pierre Lacotte au Ballet de Lorraine.

## Chorégraphies
Une sélection :
- Conjuration[3], 1948
- Oui ou non, 1949
- Jeu de billard, 1951
- Apollon musagète, 1951
- Quatre mouvements, 1951
- Il ritorno, 1952
- Le Canapé, 1953
- Le rêve de Véronique, 1954
- Claire, 1955
- Mouvements pour un corps de ballet, 1955
- Suspense, 1958
- Les Barbaresques, 1960
- Le Tricorne, 1961
- Jeux, 1962
- Pièces à danser, 1963[6]
- Aquathème, 1968, musique d'Ivor Malec, scénographie de Gustave Singier[7]
- Éonta, 1969, musique d'Ianis Xenakis, scénographie de Mario Prassinos[8]
- Requiem, musique de György Ligeti, 1971
- Le Rossignol, 1972
- 7 pour 5, 1972
- Solstice pour deux, 1973
- Le clou de Monsieur Louis, 1980
- Symphonie des psaumes, 1992
- Paseo, 1997
- M.A., 2000

## Distinctions
- En 1980, pour  Le clou de Monsieur Louis avec Florence Mothe, Grand prix de la musique du syndicat de la critique, mise en scène de Paul-Émile Deiber
- 1985 : reçoit les insignes de commandeur des Arts et des Lettres
- 1987 : Grand Prix National de la Danse
- 1993 : promue Chevalier de l'ordre national de la Légion d'honneur

### Filmographie
- Françoise Adret : 40 années de danse / film réalisé par Pascal Nottoli et conçu par Francis de Coninck, Paris : Agence caméra, TLM, Lune TV, 1991. (53 min) [11]
- Interview de Françoise Adret à la Maison de la culture d'Amiens : création du ballet théâtre contemporain, Picardie Actualités, 18 septembre 1968, 4 min 40 s [12]
- Entretien avec Françoise Adret / entretien conduit par Francis de Coninck ; réalisation Centre national de la danse, Pantin, 2005 [13]
- Petite suite à danser : un reportage sur le Ballet Théâtre Contemporain d'Amiens (Epoque : 1968-1972) / film réalisé par Fernand Vincent ; chorégraphe(s) : Françoise Adret, Dirk Sanders, Brian Macdonald, Félix Blaska [6]